# Raoul Christophe Mbia
Raoul Christophe Mbia est un journaliste camerounais devenu célèbre pour ses chroniques, satires et reportages chez Vision 4 Télévision.

## Biographie

### Enfance, éducation et débuts
Issu d'une famille de 17 enfants, Raoul Christophe Mbia fait des études à l'université de Ngoa Ekelle. Il rencontre Ernest Obama en 2012 au stade de football et obtient de commencer à la Radio Satellite FM en parallèle de sa formation,.

### Carrière
Raoul Christophe BIA est un journaliste professionnel de la télévision. Il devient célèbre en 2020 grâce à un reportage satirique sur un autre journaliste basé en France JP Remy Ngono. proche de Bruno Bidjang à l’époque où il travaillait à vision4 télévision, Raoul Christophe BIA impose sa voix et sa manière de commenter l’actualité avec des envolées rythmiques qui mettent toute la classe médiatique camerounaise dans un étonnement total. Beaucoup se révoltent contre ce style surtout qu’il s’attaque à tout le monde. hommes politiques, footballeurs, artistes, le 20h le journal télévisé de vision4 TV devient, une véritable vitrine pour lui et un rendez-vous incontournable pour les téléspectateurs. Il impose sa manière et son style et cartonne avec l’audience. À Vision 4 TélévisionIl entre dans la chaine  en 2019 grâce à Ernest Obama. En 2023 Il est envoyé spécial de Vision 4 Télévision en Côte d'Ivoire lors de la CAN 2023. C'est sur cette chaine qu'il a bâtit sa notoriété devenue plutard internationale avec des chroniques et des reportages satiriques sur des organisations et des personnalités publiques. 
Élevé au grade de Grand reporter, il est parfois appelé journaliste à l''encre pistolet' pour ses chroniques incendiaires sur des personnes telles Rémy Ngono, Cabral Libii et Nourane Fotsing
Sa collaboration avec Vision 4 se termine en février 2024 après 12 années,,.